# Robert Bartko
Robert Bartko (Potsdam, 23 de dezembro de 1975) é um ciclista alemão, que nasceu na antiga Alemanha Oriental, especialista no ciclismo de pista, também competiu na estrada. Tornou-se profissional em 2001.
Ganhou duas medalhas de ouro nos Jogos Olímpicos de Sydney 2000, na velocidade individual e perseguição por equipes.
Venceu três vezes o Campeonato Mundial de Perseguição e um em perseguição por equipes. Obteve inúmeras vitórias em campeonatos nacionais e corridas de seis dias.
Na estrada, alcançou alguns sucessos, como os Três Dias de Flandres Ocidental, em 2004.